# Генеральный округ Литва

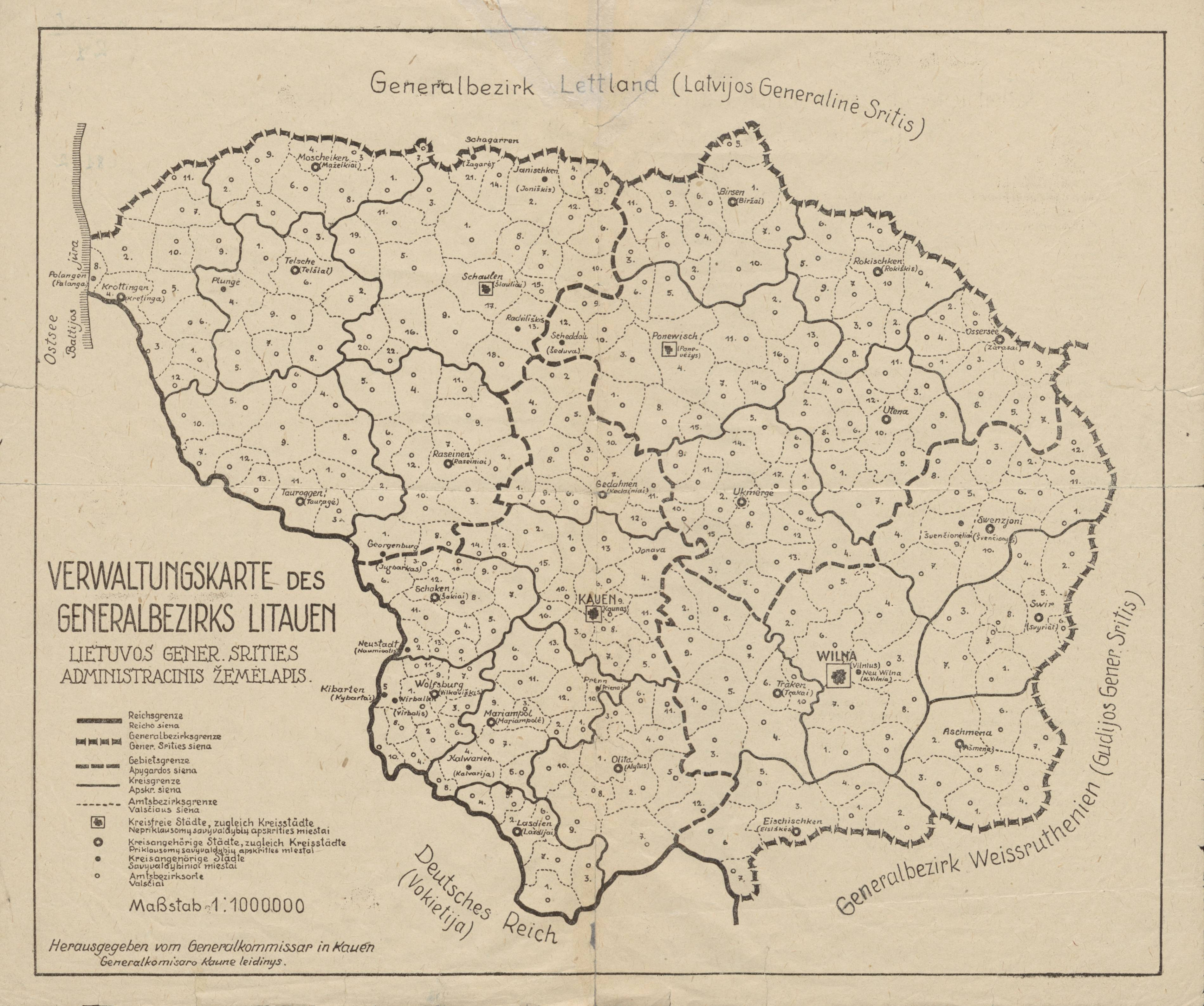
Карта генерального округа «Литва»

Генера́льный о́круг «Литва» (нем. Generalbezirk Litauen, лит. Lietuvos generalinė sritis) — административно-территориальная единица в составе рейхскомиссариата «Остланд» с центром в Каунасе. Образован 25 июля 1941 года на территории Литовской ССР и небольшой части Белорусской ССР. Генеральным комиссаром Литвы был назначен Теодор Адриан фон Рентельн, остававшийся на этом посту всё время существования округа. Существовал вплоть до освобождения Вильнюса советскими войсками 13 июля 1944 года.

## История
В 3:40 22 июня 1941 года немецкая авиация нанесла удар по советским аэродромам, а также по районам сосредоточения и выдвигающимся колоннам войск. В 4:00 началась кратковременная артиллерийская подготовка, после чего немецкие войска перешли в наступление и началось приграничное сражение. Главный удар наносили танковые соединения, прорывая оборону и не останавливаясь для боёв с расчленёнными советскими соединениями, продвигались на восток. Каунас был захвачен 23 июня, Вильнюс — 24 июня. Во время Расейняйского сражения советские военные пытались нанести контрудар, усиленный танками, но потерпели тяжёлое поражение. 26 июня были захвачены Даугавпилс и Шяуляй, 29 июня — Паневежис. В течение недели немцы потеряли 3362 человека, но контролировали всю территорию Литвы.
Литовцы приветствовали немцев как освободителей от советского режима, рассчитывая на восстановление независимости. Во многих городах Литвы в первый же день войны начались организованные вооружённые выступления подпольного в советский период Литовского фронта активистов (ЛФА), которые захватывали под контроль стратегически важные объекты и целые города, нападали на отступающие подразделения Красной армии и убивали советских активистов. 23 июня в Каунасе была провозглашена власть Временного правительства Литвы во главе с Юозасом Амбразявичусом. В Вильнюсе был сформирован самостоятельный Гражданский комитет Вильнюсского уезда и города (лит. Vilniaus miesto ir srities piliečių komitetas) во главе с профессором права Вильнюсского университета Стасисом Жакявичюсом.
Немцы не признали Временное правительство и к 28 июля сформировали собственную администрацию в рамках Рейхскомиссариата Остланд. Генеральным комиссаром Литвы был назначен Теодор Адриан фон Рентельн. Территория генерального округа Литва (нем. Generalbezirk Litauen) была разделена на 4 округа (нем. Gebiet) с центрами в Вильнюсе, Каунасе, Паневежисе и Шяуляе. В дальнейшем структура округов была изменена, и к 1 июня 1944 года генеральный округ включал:
- Вильнюсский городской округ (Kreisgebiet Wilna-Stadt)
- Вильнюсский округ (нем. Kreisgebiet Wilna-Land)
- Каунасский городской округ (нем. Kreisgebiet Kauen-Stadt)
- Каунасский округ (нем. Kreisgebiet Kauen-Land)
- Шяуляйский округ (нем. Kreisgebiet Schaulen-Land)
- Паневежеский округ (нем. Kreisgebiet Ponewesch-Land)

Администрация рейхскомиссариата состояла из 4-х отделов, и в этой структуре работало 370 должностных лиц.
5 августа 1941 года Временное правительство Литвы было распущено германскими оккупационными властями, изданные этим правительством законы были аннулированы. 3 сентября оккупационные власти распустили Гражданский комитет Вильнюсского уезда. Лояльные к германским властям сторонники ЛФА вошли в состав оккупационной полиции и местных администраций, литовскую администрацию генерального округа Литва возглавил бывший генерал-лейтенант литовской армии Пятрас Кубилюнас.
В период с июня по декабрь 1941 года карательные функции на территории генерального округа Литва осуществляли айнзатцгруппы А и B. На базе айнзатцгруппы А в декабре 1941 года были сформированы органы полиции безопасности и СД. Начальником был назначен Карл Егер, в 1943 году Егера сменил оберфюрер СС Вильгельм Фукс. Управление полиции безопасности и СД размещалось в Каунасе. Немецкой полиции подчинялось Литовское управление безопасности (Литовская полиция безопасности — LSP или «Saugumas»), некоторые подразделения которого напрямую возглавляли сотрудники СД. Полицию безопасности возглавил полковник Витаутас Рейвитис.
По переписи 3 мая 1942 года в округе проживало 2844000 человек, из них — около 46 000 евреев. В сентябре 1943 года округ имел площадь 67056 км² и состоял из 25 районов, 290 волостей и 2-х городских административных единиц Вильнюс и Каунас.
Администрация округа подвергала литовское население экономической эксплуатации, германизации, размещала немецких колонистов, использовала ресурсы края на нужды фронта, проводила политику Холокоста, часто санкционировала карательные меры — принудительные работы, лишение свободы, убийства.
В отличие от других оккупированных немецкими нацистами стран, где геноцид евреев проводился постепенно (начиная с ограничения гражданских прав, потом ограбление, концентрация евреев в гетто и перемещение их в лагеря смерти), массовые казни евреев в Литве начались с первых же дней — с антисоветского восстания, отступления Красной армии и прихода немецкой армии С августа по декабрь 1941 года на территории Литвы было убито от 130 до 140 тысяч евреев. К ноябрю остатки еврейских общин (около 40—43 тысяч человек) были сосредоточены в гетто четырёх городов — Вильнюса, Каунаса, Шяуляя и Швянчёниса, где их заставляли работать на немецкую военную промышленность. Условия жизни в гетто были невыносимыми из-за сильной скученности, недостатка питания и распространения болезней. Всего к концу января 1942 года в результате массовых казней, смерти от холода и голода в Литве погибло 185 000 евреев (80 % жертв Холокоста в Литве). К этому времени в гетто Вильнюса было около 20 000 евреев, Каунаса — 17 000, Шяуляя — 5000, Швянчёниса — около 500 человек.
Генеральный округ Литва перестал существовать с отступлением немецкой армии с территории округа в июле 1944 года.

## Административно-территориальное деление
Сначала Генеральный округ охватывал 4 района: Каунасский городской, Каунасский (сельский), Шяуляйский и Паневежеский. 1 августа 1941 в 12 часов дня произошло расширение Генерального округа Литва за счет района вокруг Вильнюса, ограничиваясь на востоке и юго-востоке бывшей литовской границей. Одновременно были сформированы два новых округа: Вильнюсская городская и Вильнюсская (сельская). По состоянию на 1 июня 1944 Генеральный округ Литва состоял из таких единиц:
- Вильнюсская городская округа (Kreisgebiet Wilna-Stadt)
- Вильнюсская округа (Kreisgebiet Wilna-Land)
- Каунасская городская округа (Kreisgebiet Kauen-Stadt)
- Каунасская округа (Kreisgebiet Kauen-Land)
- Шяуляйская округа (Kreisgebiet Schaulen-Land)
- Паневежеская округа (Kreisgebiet Ponewesch-Land)

## Управление
Высшим органом округа являлся главный комиссариат, состоявший из отделов и подотделов:
- отдел политики и пропаганды (Карл Наберсберг)
- отдел внутренних дел (Зохс)
- отдел промышленности (Георг фон Эбнер, затем Фукс)
- отдел сельского хозяйства и продовольствия (Рудольф Пенсе)

В общей сложности в комиссариате трудилось 370 должностных лиц